# Малая Уса (Пермский край)
Малая Уса — село в Еловском районе Пермского края России.

## Географическое положение
Село расположено на расстоянии примерно 27 километров по прямой на юг от села Елово.

## История
Основано в 1798 году, изначально как починок Мало-Усинский. В советское время действовал колхоз «Путь социализма», впоследствии колхоз им. Жданова и «Россия», ныне ПСК «Малая Уса». С 2006 года является центром Малоусинского сельского поселения Еловского района.

## Климат
Климат континентальный. Зима с ноября по март холодная. Устойчивый снежный покров образуется в середине ноября, высота его в марте 50-70 см. Среднемесячная температура января −15…−16 °C. Весна с апреля по май прохладная, погода неустойчивая. Снежный покров сходит полностью в середине-конце апреля. Ночные заморозки возможны до начала июня. Лето тёплое, среднемесячная температура июля 18—19 °C. Осень (сентябрь-октябрь) прохладная, пасмурная.

## Население
Постоянное население составляло 363 человека (89 % русские) в 2002 году, 235 человек в 2010 году. 